# Aðalsteinsdrápa
Aðalsteinsdrápa (del nórdico antiguo: elogio de Athelstan) es un poema escáldico del vikingo Egill Skallagrímsson (c. 937) dedicado a Athelstan, rey de Inglaterra. Solo ha sobrevivido una estrofa que aparece en la saga de Egil Skallagrímson y aunque todavía se cuestiona si la autoría es legítima o no, si parece que el epíteto en nórdico antiguo foldgnárr (conquistador, que no aparece en ninguna otra fuente), hace referencia al triunfo del rey anglosajón en el contexto de la batalla de Brunanburh. Se conserva en el compendio Möðruvallabók.